# Надежда Михайлова
Надежда Николова Нейнски (фамилия по мъж след женитбата ѝ през 2009, повече известна с фамилията на предишния си съпруг като Надежда Михайлова) е български политик, министър на външните работи (1997 – 2001), председател на Съюза на демократичните сили (СДС) от 11 март 2002 до 1 октомври 2005, народен представител в XXXVII, XXXVIII, XXXIX и XL народно събрание. На Изборите за Европейски парламент през 2009 е избрана за евродепутат, като водач на кандидат-депутатската листа на Синята коалиция. На изборите за европейски парламент през 2014 е водач на кандидат-депутатската листа на Синьо единство, но не успява да стане евродепутат.

## Биографични данни
Родена е на 9 август 1962 в София. Учи в 127 СОУ „Иван Денкоглу“. Завършва испанския профил на 9 френска езикова гимназия „Алфонс дьо Ламартин“. Завършва българска филология в Софийския университет „Св. Климент Охридски“ през 1985 г. До настъпването на демократичните промени работи като преводач на испанска поезия, английска литература и журналист на свободна практика.

## Семейство
През 1983 г. Надежда сключва брак с Камен Михайлов и имат две дъщери. Камен и Надежда Михайлови работят в Египет, където Камен е изпратен от Машиноекспорт. През 2006 г. Надежда и Камен се развеждат.
На 3 октомври 2009 Надежда Михайлова се омъжва за Светлин Нейнски. Евродепутатката и бизнесменът са сключили граждански брак в посолството на България в Мадрид.

## Политическа дейност
Започва политическа кариера във възстановената в края на 1989 г. Радикалдемократическа партия, част от коалицията Съюз на демократичните сили (СДС). В предизборната кампания през 1991 ръководи пресцентъра на СДС, а след изборите става началник на пресцентъра и говорител на правителството на Филип Димитров. През 1994 е избрана за депутат в XXXVII народно събрание (1994 – 1997). През април 1995 г. става заместник-председател на СДС. Избрана е за народен представител в XXXVIII народно събрание през 1997 г., но става министър на външните работи (1997 – 2001) в правителството на Иван Костов. От 1999 г. до 2006 г. е вицепрезидент на Европейската народна партия (ЕНП) и Съпредседател на Комисията по международни отношения към ЕНП.
През септември 1999 в публичното пространство излиза запис, на който се чува как по време на предизборен инструктаж в Ловеч Михайлова призовава местните функционери на СДС да „нахранят“ журналистите, за да ги спечелят на своя страна.
През 2001 г. е избрана за народен представител в XXXIX народно събрание, където е председател на парламентарната група на Обединените демократични сили (ОДС), а след разпадането на коалицията през 2004 г. – на групата на СДС. Избрана е за председател на СДС на 11 март 2002 г. След слабото представяне на партията на местните избори през 2003 и парламентарните избори през 2005 г. губи поста в полза на експрезидента Петър Стоянов. От 2005 г. е депутат в XL народно събрание.
Михайлова е обвинявана от някои в клиентелизъм заради съмненията за участие на бившия ѝ съпруг, Камен Михайлов, в приватизационни сделки във връзка с придобиването през 1998 на „Автотранссервиз“ – бившите гаражи на ЦК на БКП.
През 2004 г. Надежда Михайлова става председател на Института за демокрация и стабилност в Югоизточна Европа. От 2006 г. е член на международния консултативен съвет към Democracy Coalition Project и член на консултативната група за Кръгла маса на лидерите на южните държави към Съвета за южно сътрудничество.
От 2007 г. е председател на Съюза на малките и средни предприятия в България (СМСП). През 2007 г. е избрана за вицепрезидент на Съюза на малките и средни предприятия към Европейската народна партия.
Кавалер на Националния орден на Почетния легион – удостоена с най-високото държавно отличие на Франция с указ на президента на Републиката Никола Саркози за приноса ѝ в развитието на двустранните отношения и общата европейска кауза. Отличието ѝ е връчено на 7 октомври 2008 в посолството на Република Франция в София от посланика Етиен дьо Понсен.
От 2009 до 2014 г. евродепутат.
От средата на 2015 г. е посланик на България в Турция.